# Bundespolizei (Austria)
La Bundespolizei (Polizia federale) è un corpo di polizia civile armato, ma organizzato secondo il corpo di guardia del modello militare della Repubblica d'Austria, che è stato istituito nel 2005 fondendo la Bundesgendarmerie della polizia di guardia finora indipendente, il Corpo di guardia della sicurezza federale e Kriminalbeamtenkorps. Il nome su uniformi e veicoli non è polizia federale, ma polizia.
Il personale della polizia federale è di circa 25.000 funzionari con oltre 4.500 veicoli, nell'ordine di 100 biciclette e 70 navi, che forniscono il loro servizio in circa 1.000 uffici.
La polizia federale è subordinata alle autorità di sicurezza del governo federale, ma non è essa stessa un'autorità pubblica, ma soprattutto nell'apparato ausiliario operativo di servizio sul campo dell'autorità di sicurezza e garantisce la loro presenza pubblicamente visibile.

## Gradi
Commissari
|                                                |                                 |                                        |                                                         |                                            |
| Generaldirektor für die öffentliche Sicherheit | Landespolizei- Direktor         | Landespolizei- Direktor-Stellvertreter | Abteilungsleiter Landespolizei- direktion               | Stadthauptmann                             |
| Direttore Generale della Pubblica Sicurezza    | Direttore della Polizia Statale | Vice Direttore della Polizia Statale   | Capo Dipartimento della Direzione della Polizia Statale | Comandante cittadino della Polizia Statale |

Ufficiali
|                  |                  |                               |                               |                      |                      |                   |                   |                                   |                                   |                |                |                    |                    |                            |                            |                            |                  |                  |                  |
| General Generale | General Generale | Generalmajor Maggior Generale | Generalmajor Maggior Generale | Brigadier Brigadiere | Brigadier Brigadiere | Oberst Colonnello | Oberst Colonnello | Oberstleutnant Tenente Colonnello | Oberstleutnant Tenente Colonnello | Major Maggiore | Major Maggiore | Hauptmann Capitano | Hauptmann Capitano | Oberleutnant Primo Tenente | Oberleutnant Primo Tenente | Oberleutnant Primo Tenente | Leutnant Tenente | Leutnant Tenente | Leutnant Tenente |

Sottufficiali
|                                       | Ispettori superiori                   | Ispettori superiori                   | Ispettori superiori                   | Ispettori superiori                   | Ispettori superiori                   | Ispettori superiori                      | Ispettori superiori                      | Ispettori superiori                        | Ispettori superiori                        | Ispettori superiori                      | Ispettori superiori                      | Ispettori superiori                      | Ispettori superiori                      | Ispettori superiori                      | Ispettori superiori                      | Ispettori superiori                            | Ispettori superiori                            | Ispettori superiori                            | Ispettori superiori                            | Ispettori superiori                            | Ispettori superiori                            | Ispettori superiori                  | Ispettori                            | Ispettori                            | Ispettori                            | Ispettori                              | Ispettori                              | Ispettori           | Ispettori           | Ispettori           | Ispettori           | Ispettori           | Ispettori           | Ispettori                        | Ispettori          | Ispettori |
| ------------------------------------- | ------------------------------------- | ------------------------------------- | ------------------------------------- | ------------------------------------- | ------------------------------------- | ---------------------------------------- | ---------------------------------------- | ------------------------------------------ | ------------------------------------------ | ---------------------------------------- | ---------------------------------------- | ---------------------------------------- | ---------------------------------------- | ---------------------------------------- | ---------------------------------------- | ---------------------------------------------- | ---------------------------------------------- | ---------------------------------------------- | ---------------------------------------------- | ---------------------------------------------- | ---------------------------------------------- | ------------------------------------ | ------------------------------------ | ------------------------------------ | ------------------------------------ | -------------------------------------- | -------------------------------------- | ------------------- | ------------------- | ------------------- | ------------------- | ------------------- | ------------------- | -------------------------------- | ------------------ | --------- |
|                                       |                                       |                                       |                                       |                                       |                                       |                                          |                                          |                                            |                                            |                                          |                                          |                                          |                                          |                                          |                                          |                                                |                                                |                                                |                                                |                                                |                                                |                                      |                                      |                                      |                                      |                                        |                                        |                     |                     |                     |                     |                     |                     |                                  |                    |           |
| Chefinspektor (Fgrp 7) Ispettore capo | Chefinspektor (Fgrp 7) Ispettore capo | Chefinspektor (Fgrp 7) Ispettore capo | Chefinspektor (Fgrp 6) Ispettore capo | Chefinspektor (Fgrp 6) Ispettore capo | Chefinspektor (Fgrp 6) Ispettore capo | Kontrollinspektor Ispettore di Controllo | Kontrollinspektor Ispettore di Controllo | Abteilungs- inspektor Ispettore di Reparto | Abteilungs- inspektor Ispettore di Reparto | Bezirksinspektor' Ispettore di Quartiere | Bezirksinspektor' Ispettore di Quartiere | Bezirksinspektor' Ispettore di Quartiere | Bezirksinspektor' Ispettore di Quartiere | Bezirksinspektor' Ispettore di Quartiere | Bezirksinspektor' Ispettore di Quartiere | Gruppeninspektor Ispettore superiore di gruppo | Gruppeninspektor Ispettore superiore di gruppo | Gruppeninspektor Ispettore superiore di gruppo | Gruppeninspektor Ispettore superiore di gruppo | Gruppeninspektor Ispettore superiore di gruppo | Gruppeninspektor Ispettore superiore di gruppo | Gruppeninspektor Ispettore di Gruppo | Gruppeninspektor Ispettore di Gruppo | Gruppeninspektor Ispettore di Gruppo | Gruppeninspektor Ispettore di Gruppo | Revierinspektor Ispettore Distrettuale | Revierinspektor Ispettore Distrettuale | Inspektor Ispettore | Inspektor Ispettore | Inspektor Ispettore | Inspektor Ispettore | Inspektor Ispettore | Inspektor Ispettore | Inspektor GFP Ispettore in Prova | Aspirant Aspirante |           |

## Equipaggiamento

### Pistole
Le pistole standard utilizzate dalla Polizia federale sono le Glock calibro 9mm Parabellum. I modelli più comunemente utilizzati sono la Glock 17 e la Glock 19, mentre l'EKO Cobra utilizza anche la Glock 18, pistola completamente automatica e dotata di una maggiore potenza di fuoco.

### Fucili
I fucili in dotazione sono il fucile d'assalto Steyr AUG e l'Heckler & Koch MP5. Sono inoltre dotati di manganelli e spray al pepe per opzioni meno letali.

### Veicoli

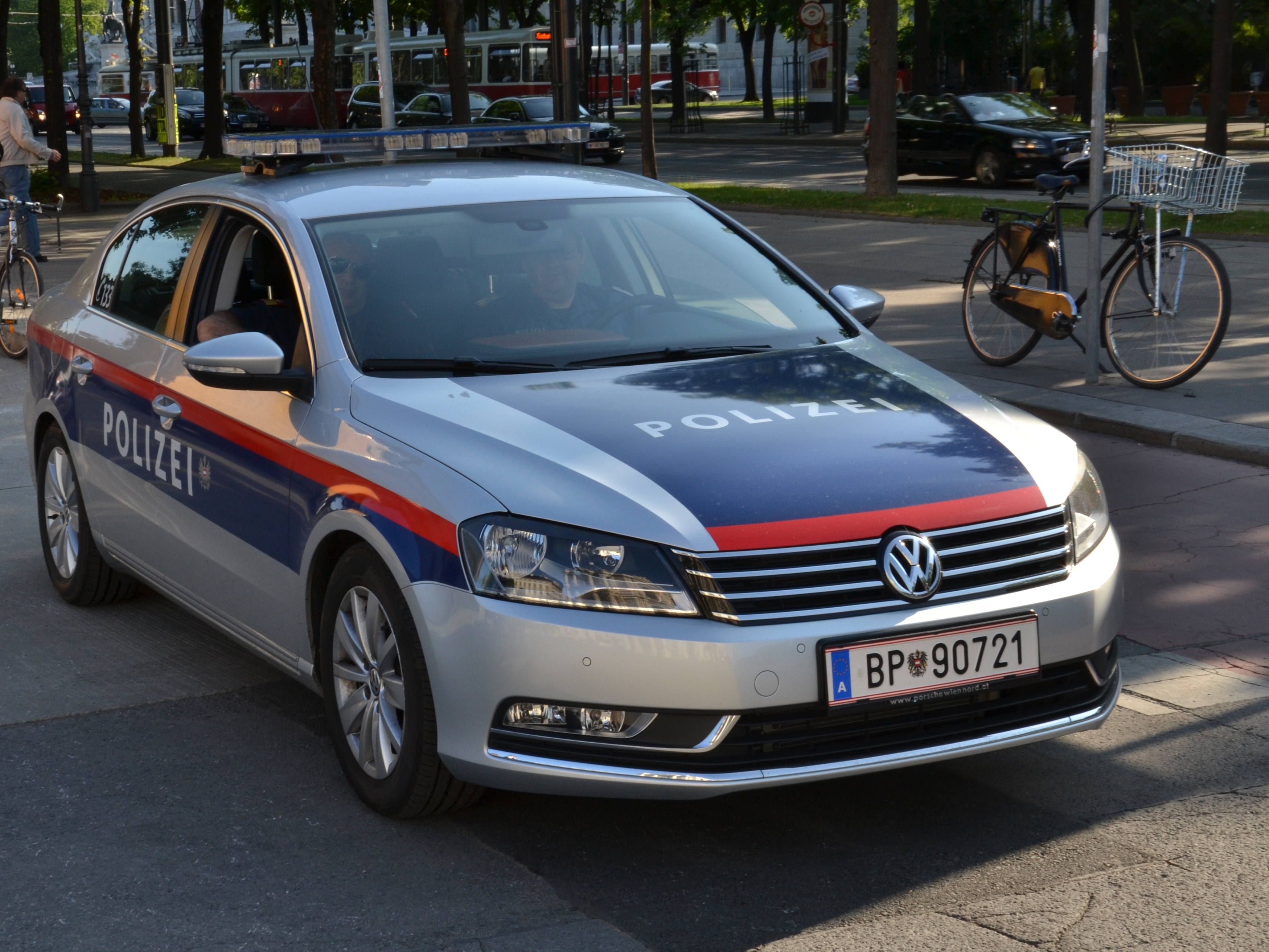
Volkswagen Passat della polizia federale

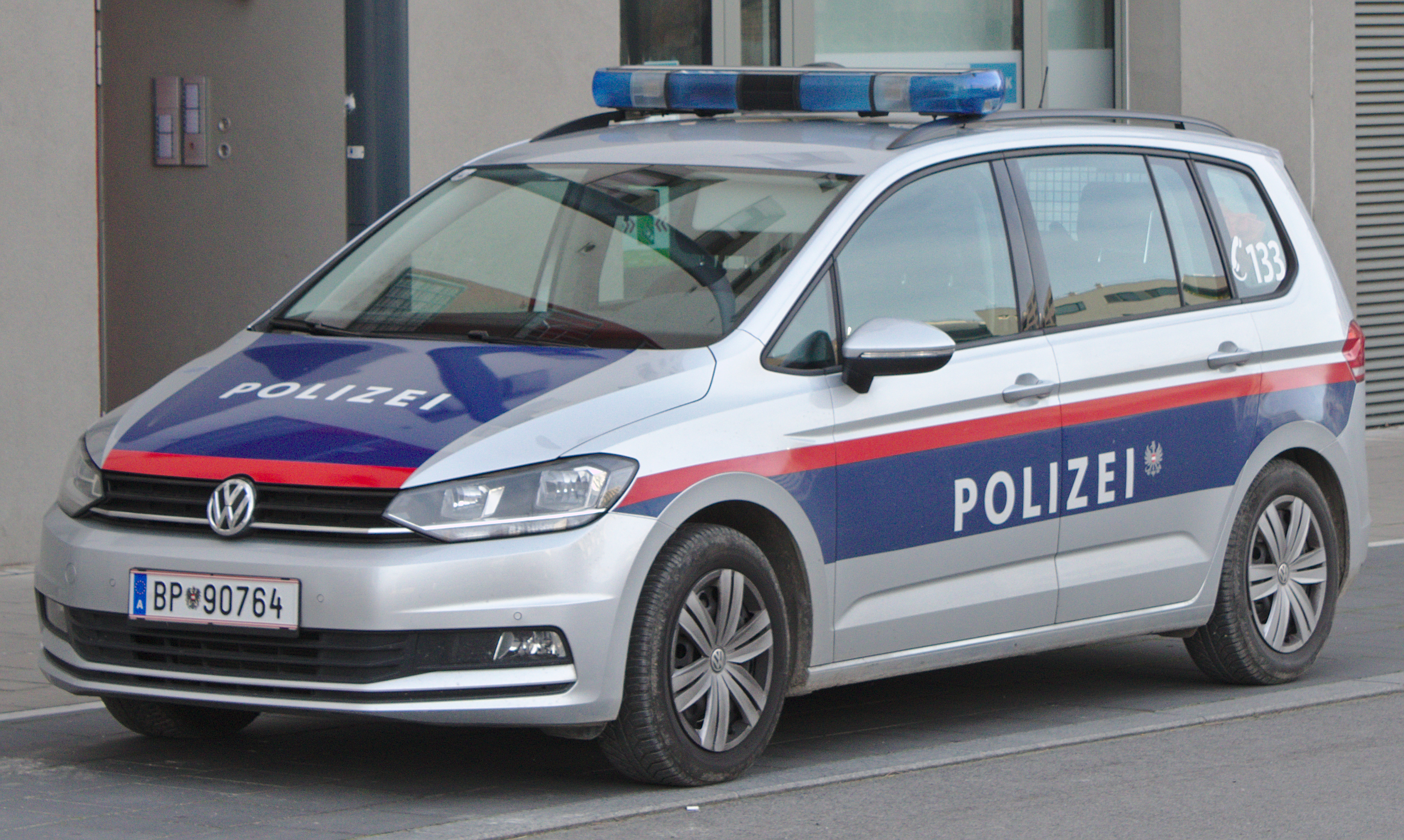
Volkswagen Touran della polizia federale

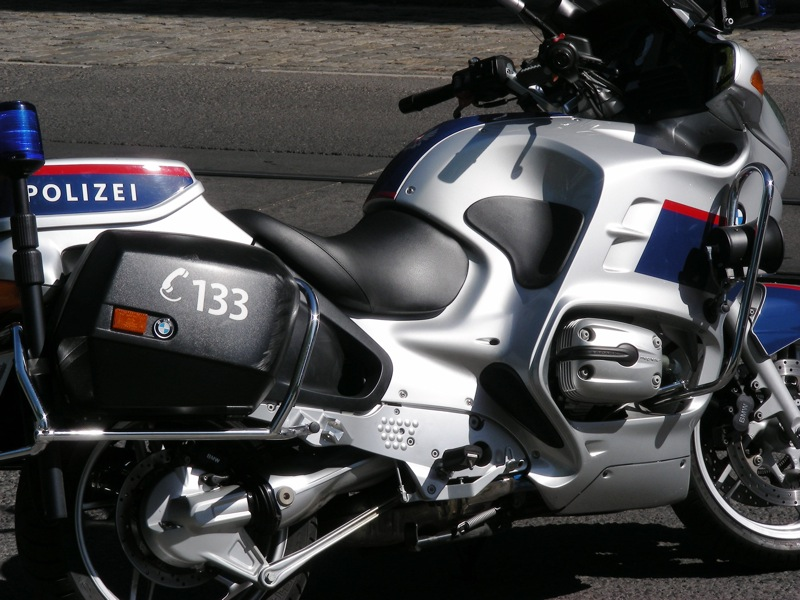
Una Moto BMW R 1200 RT della polizia federale

Veicoli attualmente utilizzati dalla Polizia federale:
- Volkswagen Touran
- Volkswagen Passat
- Volkswagen Golf Estate
- Volkswagen Multivan
- Volkswagen Eurovan
- Volkswagen Amarok
- Volkswagen Touareg
- Moto BMW R 1200 RT
- Mercedes-Benz Sprinter
- Mercedes-Benz B180
- Mercedes-Benz C-Class
- Ford Transit
- Ford Mondeo
- Škoda Octavia
- Nissan Pathfinder
- Mercedes-Benz O303
- Smart

## Mezzi Aerei
| Aeromobile                   | Origine     | Tipo                               | Versione (denominazione locale) | In servizio (2019) | Note                               | Immagine |
| Elicotteri                   |             |                                    |                                 |                    |                                    |          |
| Eurocopter EC 135            | Francia     | elicottero da osservazione         | EC 135P2+                       | 7                  |                                    |          |
| Aérospatiale AS 350 Écureuil | Francia     | elicottero da osservazione         | AS 350B1AS 355F2AS 355NH125     | 42                 | 2 H125 consegnati ad ottobre 2019. |          |
| Bell 206 Jet Ranger          | Stati Uniti | elicottero leggero da osservazione | Bell 206B3                      | 1                  |                                    |          |